# Fernando Henrique Mariano
Fernando Henrique Mariano (* 3. April 1967 in Uberlândia) ist ein ehemaliger brasilianischer Fußballspieler.

## Karriere
Fernando begann seine Karriere 1986 bei Uberlândia EC. Von 1989 bis 1993 war er bei Mogi Mirim EC unter Vertrag. 1993 unterschrieb er einen Vertrag beim Erstligisten Portuguesa. 1994 wechselte er zu Guarani FC. 1994 wurde er mit dem Verein Tabellendritter der Campeonato Brasileiro Série A. 1996 wechselte er zu SC Internacional. 1997 wurde er mit dem Verein Tabellendritter der Campeonato Brasileiro Série A. Von 1998 bis 1999 war er beim japanischen Erstligisten Avispa Fukuoka unter Vertrag. 2000 kehrte er nach Brasilien zurück. Hier spielte er bis 2001 für SE Palmeiras. 2000 erreichte er das Finale des Copa Libertadores. 2002 wechselte er zu EC Juventude. 2003 wechselte er zum Zweitligisten Botafogo FR. 2003 wurde er mit dem Verein Vizemeister der zweiten Liga und stieg in die erste Liga auf. Danach spielte er bei EC Santo André und Marília AC. 2009 beendete er seine Karriere als Fußballspieler.

## Erfolge
Internacional
- Staatsmeisterschaft von Rio Grande do Sul: 1997

Palmeiras
- Copa dos Campeões: 2000